# Rugby-Union-Weltmeisterschaft 1987/Gruppe 2
Die Gruppe 2 der Rugby-Union-Weltmeisterschaft 1987 umfasste Irland, Kanada, Tonga und Wales. Die Gruppenspiele fanden zwischen dem 24. Mai und 3. Juni statt.

## Tabelle
Bei einem Sieg gab es zwei Tabellenpunkte, bei einem Unentschieden einen. Die Erst- und Zweitplatzierten qualifizierten sich für das Viertelfinale.
|    | Land   | Spiele | Siege | Unent. | Ndlg. | Spiel- punkte | Diff. | Tabellen- punkte |
| -- | ------ | ------ | ----- | ------ | ----- | ------------- | ----- | ---------------- |
| 1. | Wales  | 3      | 3     | 0      | 0     | 82:31         | + 51  | 6                |
| 2. | Irland | 3      | 2     | 0      | 1     | 84:41         | + 43  | 4                |
| 3. | Kanada | 3      | 1     | 0      | 2     | 65:90         | − 25  | 2                |
| 4. | Tonga  | 3      | 0     | 0      | 3     | 29:98         | − 69  | 0                |

## Spiele

### Kanada – Tonga
| 24. Mai 1987 13:00 NZST | Kanada | 37 : 4         | Tonga                                                          | McLean Park, Napier Zuschauer: 7.000 Schiedsrichter: Clive Norling (Wales) |
| 24. Mai 1987 13:00 NZST | Versuche: Stuart 3. erh. Frame (2) 15. n.erh., 27. erh. Vaesen (2) 43. n.erh., 76. n.erh. Palmer 72. erh. Erhöhungen: Wyatt (2/3) Rees (1/3) Straftritte: Rees 70. | (16:0) Bericht | Versuche: Valu 45. n.erh. Straftritte: Amone (3) 24., 48., 75. | McLean Park, Napier Zuschauer: 7.000 Schiedsrichter: Clive Norling (Wales) |

| 15                 | Mark Wyatt        |
| 14                 | Pat Palmer        |
| 13                 | Paul Vaesen       |
| 12                 | Spence McTavish   |
| 11                 | Tom Woods         |
| 10                 | Gareth Rees       |
| 09                 | Ian Stuart        |
| 08                 | Glen Ennis        |
| 07                 | Roy Radu          |
| 06                 | Rob Frame         |
| 05                 | Hans de Goede     |
| 04                 | Ron van den Brink |
| 03                 | Bill Handson      |
| 02                 | Mark Cardinal     |
| 01                 | Eddie Evans       |
| Auswechselspieler: |                   |
| 16                 | Ian Hyde-Lay      |
| 17                 | Steve Gray        |
| 18                 | Dave Tucker       |
| 19                 | Bruce Breen       |
| 20                 | Randy McKellar    |
| 21                 | Karl Svoboda      |
| Trainer:           |                   |
| Gary Johnston      |                   |

| 15                 | Tali Eteʻaki         |     |
| 14                 | Soane ʻAsi           | 22. |
| 13                 | Samiu Mohi           |     |
| 12                 | Talanoa Kitekeiʻaho  |     |
| 11                 | Quddus Fielea        |     |
| 10                 | Alamoni Liavaʻa      |     |
| 09                 | Talai Fifita         |     |
| 08                 | Kini Fotu            |     |
| 07                 | Fakahau Valu         |     |
| 06                 | Taipaleti Tuʻuta     |     |
| 05                 | Kasi Fine            |     |
| 04                 | Polutele Tuihalamaka | 28. |
| 03                 | Hakatoa Tupou        |     |
| 02                 | Amone Fungavaka      |     |
| 01                 | Soakai Motuʻapuaka   |     |
| Auswechselspieler: |                      |     |
| 16                 | Manu Vunipola        |     |
| 17                 | Aasaeli Amone        |     |
| 18                 | Lemeki Vaipulu       | 22. |
| 19                 | Viliami Lutua        |     |
| 20                 | Takai Makisi         |     |
| 21                 | Sione Tahaafe        | 28. |
| Trainer:           |                      |     |
| Mailefihi Tukuʻaho |                      |     |

### Irland – Wales
| 25. Mai 1987 15:00 NZST | Irland                            | 6 : 13        | Wales                                                                              | Athletic Park, Wellington Zuschauer: 15.000 Schiedsrichter: Kerry Fitzgerald (Australien) |
| 25. Mai 1987 15:00 NZST | Straftritte: Kiernan (2) 39., 40. | (6:0) Bericht | Versuche: Ring 55. n.erh. Straftritte: Thorburn 43. Dropgoals: Davies (2) 61., 65. | Athletic Park, Wellington Zuschauer: 15.000 Schiedsrichter: Kerry Fitzgerald (Australien) |

| 15                 | Hugo MacNeill      |     |
| 14                 | Trevor Ringland    |     |
| 13                 | Brendan Mullin     |     |
| 12                 | Michael Kiernan    |     |
| 11                 | Keith Crossan      |     |
| 10                 | Paul Dean          |     |
| 09                 | Michael Bradley    |     |
| 08                 | Brian Spillane     |     |
| 07                 | Derek McGrath      |     |
| 06                 | Philip Matthews    | 35. |
| 05                 | Willie Anderson    |     |
| 04                 | Donal Lenihan      |     |
| 03                 | Desmond Fitzgerald |     |
| 02                 | Terry Kingston     |     |
| 01                 | Philip Orr         |     |
| Auswechselspieler: |                    |     |
| 16                 | Job Langbroek      |     |
| 18                 | Jim Glennon        | 35. |
| 19                 | Tony Doyle         |     |
| 20                 | Tony Ward          |     |
| 21                 | David Irwin        |     |
| Trainer:           |                    |     |
| Jim Davidson       |                    |     |

| 15                 | Paul Thorburn    |
| 14                 | Ieuan Evans      |
| 13                 | John Devereux    |
| 12                 | Mark Ring        |
| 11                 | Adrian Hadley    |
| 10                 | Jonathan Davies  |
| 09                 | Robert Jones     |
| 08                 | Paul Moriarty    |
| 07                 | Richie Collins   |
| 06                 | Gareth Roberts   |
| 05                 | Bob Norster      |
| 04                 | Richard Moriarty |
| 03                 | Stuart Evans     |
| 02                 | Kevin Phillips   |
| 01                 | Jeff Whitefoot   |
| Auswechselspieler: |                  |
| 16                 | Glen Webbe       |
| 17                 | Malcolm Dacey    |
| 18                 | Ray Giles        |
| 20                 | Anthony Buchanan |
| 21                 | Huw Richards     |
| Trainer:           |                  |
| Tony Gray          |                  |

### Tonga – Wales
| 29. Mai 1987 15:00 NZST | Tonga | 16 : 29        | Wales | Showgrounds Oval, Palmerston North Zuschauer: 19.000 Schiedsrichter: David Bishop (Neuseeland) |
| 29. Mai 1987 15:00 NZST | Versuche: Fielea 40. n.erh. Eteʻaki 76. erh. Erhöhungen: Liavaʻa (1/1) Straftritte: Amone 34. Liavaʻa 80. | (7:17) Bericht | Versuche: Webbe (3) 4. erh., 12. n.erh., 71. erh. Hadley 40. n.erh. Erhöhungen: Thorburn (2/4) Straftritte: Thorburn (2) 30., 56. Dropgoals: Davies 60. | Showgrounds Oval, Palmerston North Zuschauer: 19.000 Schiedsrichter: David Bishop (Neuseeland) |

| 15                 | Tali Eteʻaki        |     |
| 14                 | Manu Vunipola       |     |
| 13                 | Samiu Mohi          |     |
| 12                 | Talanoa Kitekeiʻaho |     |
| 11                 | Quddus Fielea       |     |
| 10                 | Aasaeli Amone       | 67. |
| 09                 | Talai Fifita        |     |
| 08                 | Maliu Filise        |     |
| 07                 | Fakahau Valu        |     |
| 06                 | Taipaleti Tuʻuta    |     |
| 05                 | Kasi Fine           |     |
| 04                 | Mofuike Tuʻungafasi |     |
| 03                 | Hakatoa Tupou       | 44. |
| 02                 | Amone Fungavaka     |     |
| 01                 | Viliami Lutua       |     |
| Auswechselspieler: |                     |     |
| 16                 | Liueli Fusimalohi   |     |
| 17                 | Alamoni Liavaʻa     | 67. |
| 18                 | Lemeki Vaipulu      |     |
| 19                 | Latu Vaeno          | 44. |
| 20                 | Sione Tahaafe       |     |
| 21                 | Takai Makisi        |     |
| Trainer:           |                     |     |
| Mailefihi Tukuʻaho |                     |     |

| 15                 | Paul Thorburn    |     |
| 14                 | Glen Webbe       |     |
| 13                 | Mark Ring        |     |
| 12                 | Kevin Hopkins    |     |
| 11                 | Adrian Hadley    |     |
| 10                 | Malcolm Dacey    | 58. |
| 09                 | Robert Jones     |     |
| 08                 | Phil Davies      |     |
| 07                 | Gareth Roberts   |     |
| 06                 | Paul Moriarty    |     |
| 05                 | Huw Richards     |     |
| 04                 | Richard Moriarty |     |
| 03                 | Stuart Evans     | 73. |
| 02                 | Kevin Phillips   |     |
| 01                 | Anthony Buchanan |     |
| Auswechselspieler: |                  |     |
| 16                 | Ieuan Evans      |     |
| 17                 | Jonathan Davies  | 58. |
| 18                 | Ray Giles        |     |
| 19                 | Steve Blackmore  | 73. |
| 20                 | Alan Phillips    |     |
| 21                 | Steve Sutton     |     |
| Trainer:           |                  |     |
| Tony Gray          |                  |     |

### Kanada – Irland
| 30. Mai 1987 13:00 NZST | Kanada                                                                                         | 19 : 46         | Irland | Carisbrook, Dunedin Zuschauer: 9.000 Schiedsrichter: Fred Howard (England) |
| 30. Mai 1987 13:00 NZST | Versuche: Cardinal 56. n.erh. Straftritte: Rees (3) 2., 18., 48. Wyatt 14. Dropgoals: Rees 25. | (12:16) Bericht | Versuche: Bradley 10. erh. Crossan (2) 28. n.erh., 65. erh. Spillane 70. erh. Ringland 78. erh. MacNeill 80. erh. Erhöhungen: Kiernan (5/6) Straftritte: Kiernan (2) 39., 57. Dropgoals: Kiernan 5. Ward 75. | Carisbrook, Dunedin Zuschauer: 9.000 Schiedsrichter: Fred Howard (England) |

| 15                 | Mark Wyatt      |
| 14                 | Pat Palmer      |
| 13                 | John Lecky      |
| 12                 | Spence McTavish |
| 11                 | Tom Woods       |
| 10                 | Gareth Rees     |
| 09                 | Ian Stuart      |
| 08                 | Glen Ennis      |
| 07                 | Roy Radu        |
| 06                 | Rob Frame       |
| 05                 | Hans de Goede   |
| 04                 | Ro Hindson      |
| 03                 | Bill Handson    |
| 02                 | Mark Cardinal   |
| 01                 | Eddie Evans     |
| Auswechselspieler: |                 |
| 16                 | Randy McKellar  |
| 17                 | Karl Svoboda    |
| 18                 | Bruce Breen     |
| 19                 | Dave Tucker     |
| 20                 | Ian Hyde-Lay    |
| 21                 | Steve Gray      |
| Trainer:           |                 |
| Gary Johnston      |                 |

| 15                 | Hugo MacNeill      |     |
| 14                 | Trevor Ringland    |     |
| 13                 | Brendan Mullin     |     |
| 12                 | Michael Kiernan    |     |
| 11                 | Keith Crossan      |     |
| 10                 | Tony Ward          |     |
| 09                 | Michael Bradley    |     |
| 08                 | Brian Spillane     |     |
| 07                 | Paul Collins       |     |
| 06                 | Derek McGrath      |     |
| 05                 | Willie Anderson    |     |
| 04                 | Donal Lenihan      |     |
| 03                 | Desmond Fitzgerald |     |
| 02                 | John McDonald      | 65. |
| 01                 | Philip Orr         |     |
| Auswechselspieler: |                    |     |
| 16                 | Job Langbroek      |     |
| 17                 | Terry Kingston     | 65. |
| 19                 | Tony Doyle         |     |
| 20                 | Paul Dean          |     |
| 21                 | David Irwin        |     |
| Trainer:           |                    |     |
| Jim Davidson       |                    |     |

### Kanada – Wales
| 3. Juni 1987 13:00 NZST | Kanada                             | 9 : 40        | Wales | Rugby Park Stadium, Invercargill Zuschauer: 14.000 Schiedsrichter: David Bishop (Neuseeland) |
| 3. Juni 1987 13:00 NZST | Straftritte: Rees (3) 1., 26., 34. | (9:6) Bericht | Versuche: Evans (4) 3. erh., 43. erh., 65. erh., 79. n.erh. Bowen 49. erh. Devereux 57. n.erh. Hadley 67. n.erh. Phillips 80. n.erh. Erhöhungen: Thorburn (4/8) | Rugby Park Stadium, Invercargill Zuschauer: 14.000 Schiedsrichter: David Bishop (Neuseeland) |

| 15                 | Mark Wyatt     |     |
| 14                 | Pat Palmer     |     |
| 13                 | Tom Woods      |     |
| 12                 | John Lecky     |     |
| 11                 | Steve Gray     |     |
| 10                 | Gareth Rees    |     |
| 09                 | Ian Stuart     | 52. |
| 08                 | Glen Ennis     |     |
| 07                 | Rob Frame      |     |
| 06                 | Bruce Breen    |     |
| 05                 | Hans de Goede  |     |
| 04                 | Ro Hindson     |     |
| 03                 | Bill Handson   |     |
| 02                 | Karl Svoboda   |     |
| 01                 | Randy McKellar |     |
| Auswechselspieler: |                |     |
| 16                 | Ian Hyde-Lay   |     |
| 17                 | Dave Tucker    | 52. |
| 18                 | Roy Radu       |     |
| 19                 | Eddie Evans    |     |
| 20                 | Mark Cardinal  |     |
| 21                 | Ross Breen     |     |
| Trainer:           |                |     |
| Gary Johnston      |                |     |

| 15                 | Paul Thorburn    |     |
| 14                 | Ieuan Evans      |     |
| 13                 | John Devereux    |     |
| 12                 | Bleddyn Bowen    | 72. |
| 11                 | Adrian Hadley    |     |
| 10                 | Jonathan Davies  |     |
| 09                 | Ray Giles        |     |
| 08                 | Phil Davies      |     |
| 07                 | Gareth Roberts   |     |
| 06                 | Paul Moriarty    | 77. |
| 05                 | Bob Norster      |     |
| 04                 | Steve Sutton     |     |
| 03                 | Steve Blackmore  |     |
| 02                 | Alan Phillips    |     |
| 01                 | Jeff Whitefoot   |     |
| Auswechselspieler: |                  |     |
| 16                 | Kevin Hopkins    | 72. |
| 17                 | Mark Ring        |     |
| 18                 | Robert Jones     |     |
| 19                 | Richard Moriarty | 77. |
| 20                 | Anthony Buchanan |     |
| 21                 | Kevin Phillips   |     |
| Trainer:           |                  |     |
| Tony Gray          |                  |     |

### Irland – Tonga
| xx. Mai 1987 15:00 AEST | Irland | 32 : 9         | Tonga | Ballymore Stadium, Brisbane Zuschauer: 4.000 Schiedsrichter: Guy Maurette (Frankreich) |
| xx. Mai 1987 15:00 AEST | Versuche: MacNeill (2) 15. n.erh., 72. erh. Mullin (3) 35. erh., 56. erh., 76. n.erh. Erhöhungen: Ward (3/5) Straftritte: Ward (2) 3., 41. | (13:3) Bericht |       | Ballymore Stadium, Brisbane Zuschauer: 4.000 Schiedsrichter: Guy Maurette (Frankreich) |

| 15                 | Hugo MacNeill      |
| 14                 | Trevor Ringland    |
| 13                 | Brendan Mullin     |
| 12                 | David Irwin        |
| 11                 | Keith Crossan      |
| 10                 | Tony Ward          |
| 09                 | Michael Bradley    |
| 08                 | Neil Francis       |
| 07                 | Derek McGrath      |
| 06                 | Philip Matthews    |
| 05                 | Willie Anderson    |
| 04                 | Donal Lenihan      |
| 03                 | J. J. McCoy        |
| 02                 | Terry Kingston     |
| 01                 | Job Langbroek      |
| Auswechselspieler: |                    |
| 16                 | Philip Rainey      |
| 17                 | Michael Kiernan    |
| 18                 | Tony Doyle         |
| 19                 | Paul Collins       |
| 20                 | Desmond Fitzgerald |
| 21                 | Steve Smith        |
| Trainer:           |                    |
| Jim Davidson       |                    |

| 15                 | Tali Eteʻaki        |
| 14                 | Quddus Fielea       |
| 13                 | Alamoni Liavaʻa     |
| 12                 | Samiu Mohi          |
| 11                 | Talanoa Kitekeiʻaho |
| 10                 | Aasaeli Amone       |
| 09                 | Talai Fifita        |
| 08                 | Maliu Filise        |
| 07                 | Fakahau Valu        |
| 06                 | Taipaleti Tuʻuta    |
| 05                 | Kasi Fine           |
| 04                 | Mofuike Tuʻungafasi |
| 03                 | Hakatoa Tupou       |
| 02                 | Amone Fungavaka     |
| 01                 | Viliami Lutua       |
| Auswechselspieler: |                     |
| 16                 | Manu Vunipola       |
| 17                 | Lemeki Vaipulu      |
| 18                 | Taliaʻuli Liavaʻa   |
| 19                 | Sione Tahaafe       |
| 20                 | Takai Makisi        |
| 21                 | Latu Vaeno          |
| Trainer:           |                     |
| Mailefihi Tukuʻaho |                     |